# (80652) Albertoangela
(80652) Albertoangela est un astéroïde de la ceinture principale.

## Description
(80652) Albertoangela est un astéroïde de la ceinture principale. Il fut découvert le 16 janvier 2000 à Cavezzo par l'Observatoire Cavezzo. Il présente une orbite caractérisée par un demi-grand axe de 2,28 UA, une excentricité de 0,07 et une inclinaison de 2,2° par rapport à l'écliptique.

## Compléments